# Frit fald (film fra 2011)
 For alternative betydninger, se Frit fald (flertydig).
Frit fald (alternativ titel Den der hvisker) er en dansk film instrueret af Heidi Maria Faisst. Filmen er en ungdomsfilm, der handler om den 14-årige pige Louise, der for at komme tæt på sin mor, tilegner sig en livsstil med fester, natklubber, stoffer og sex. Filmen er produceret af Zentropa, og havde premiere i 2011.

## Medvirkende
- Frederikke Dahl Hansen
- Anne Sofie Espersen
- Kirsten Olesen
- Niels Skousen
- Dar Salim
- David Dencik
- Marco Ilsø
- Coco Hjardemaal
- Victoria Carmen Sonne
- Søren Christiansen
- Max-Emil Nissen